# Uhldingen-Mühlhofen
Uhldingen-Mühlhofen là một thị xã ở bờ phía bắc của Hồ Constance, nằm giữa Überlingen và Meersburg của Đức. Đây là một điểm đến nghỉ mát nổi tiếng và là nơi có bảo tàng ngoài trời Pfahlbauten ở Unteruhldingen và vương cung thánh đường Birnau.

## Phân cấp hành chính
Thị trấn bao gồm ba làng Unteruhldingen, Oberuhldingen và Mühlhofen, cũng như các thôn Seefelden, Maurach, Obermaurach, Gebhardsweiler và Hallendorf trực thuộc xã.

## Thư viện ảnh

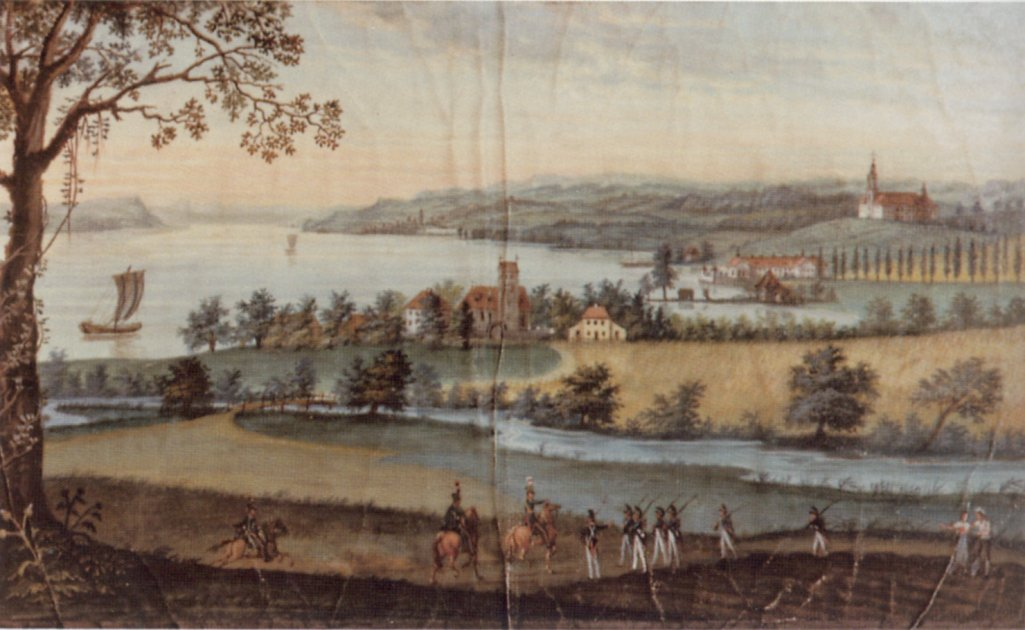
Seefelden, Maurach và nhà thờ Birnau vào khoảng năm 1809.
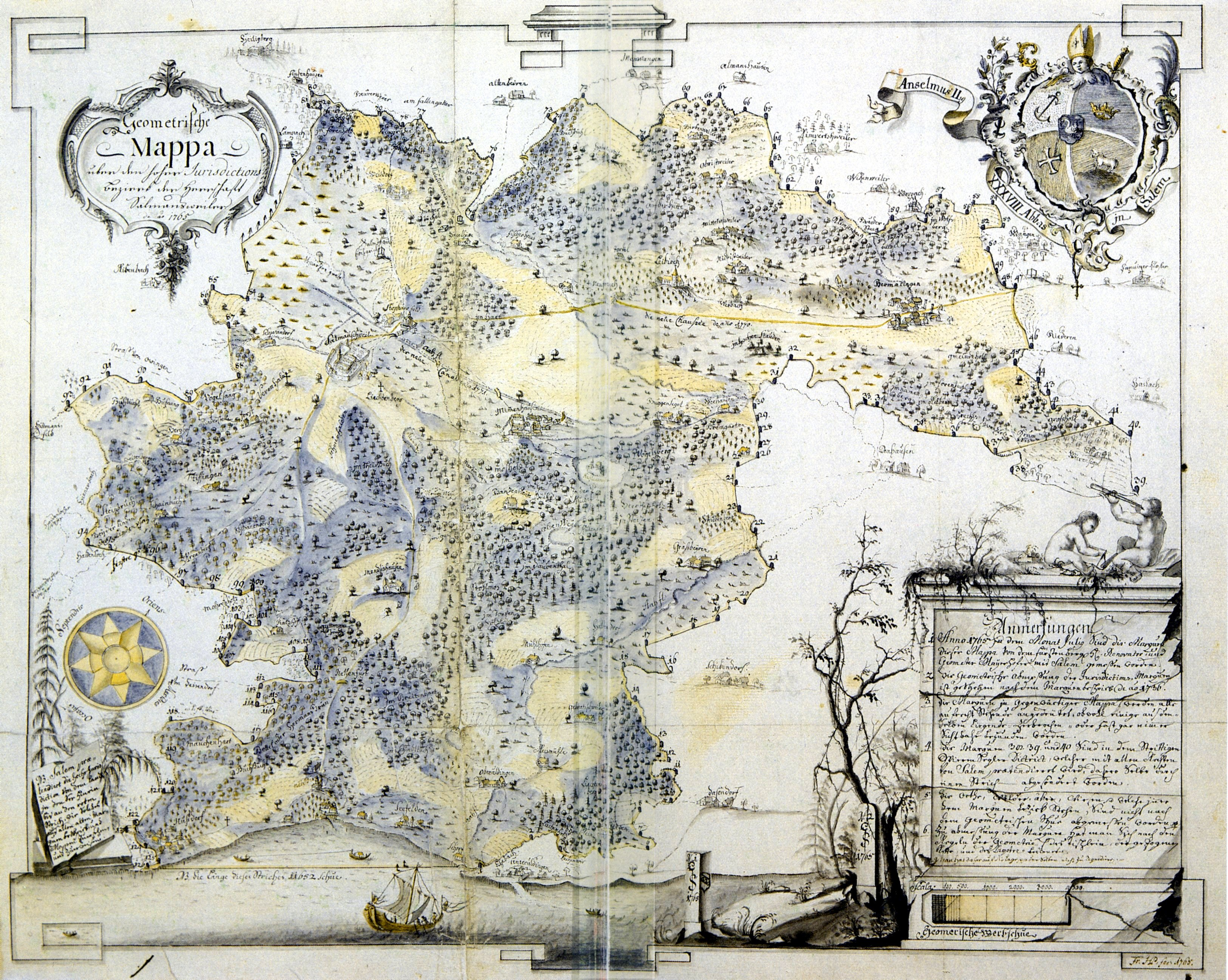
Khu vực Salem vào khoảng năm 1765.
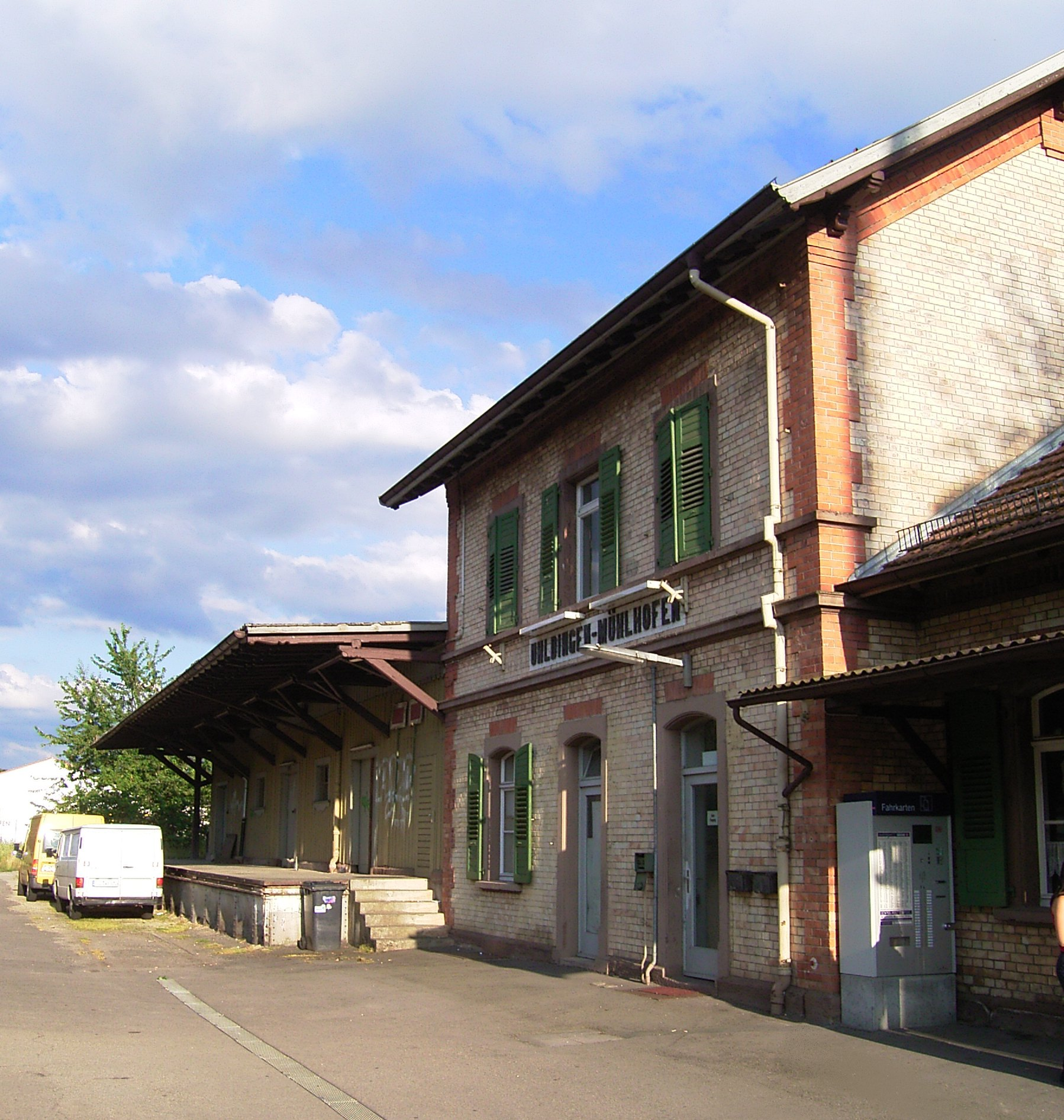
Ga xe lửa
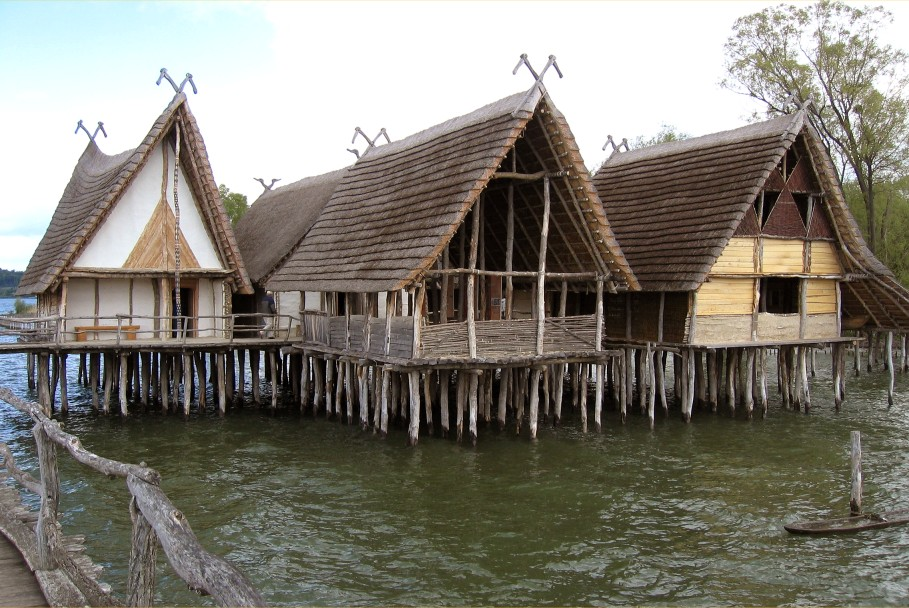
Những ngôi nhà cọc được phục dựng ở Unteruhldingen.
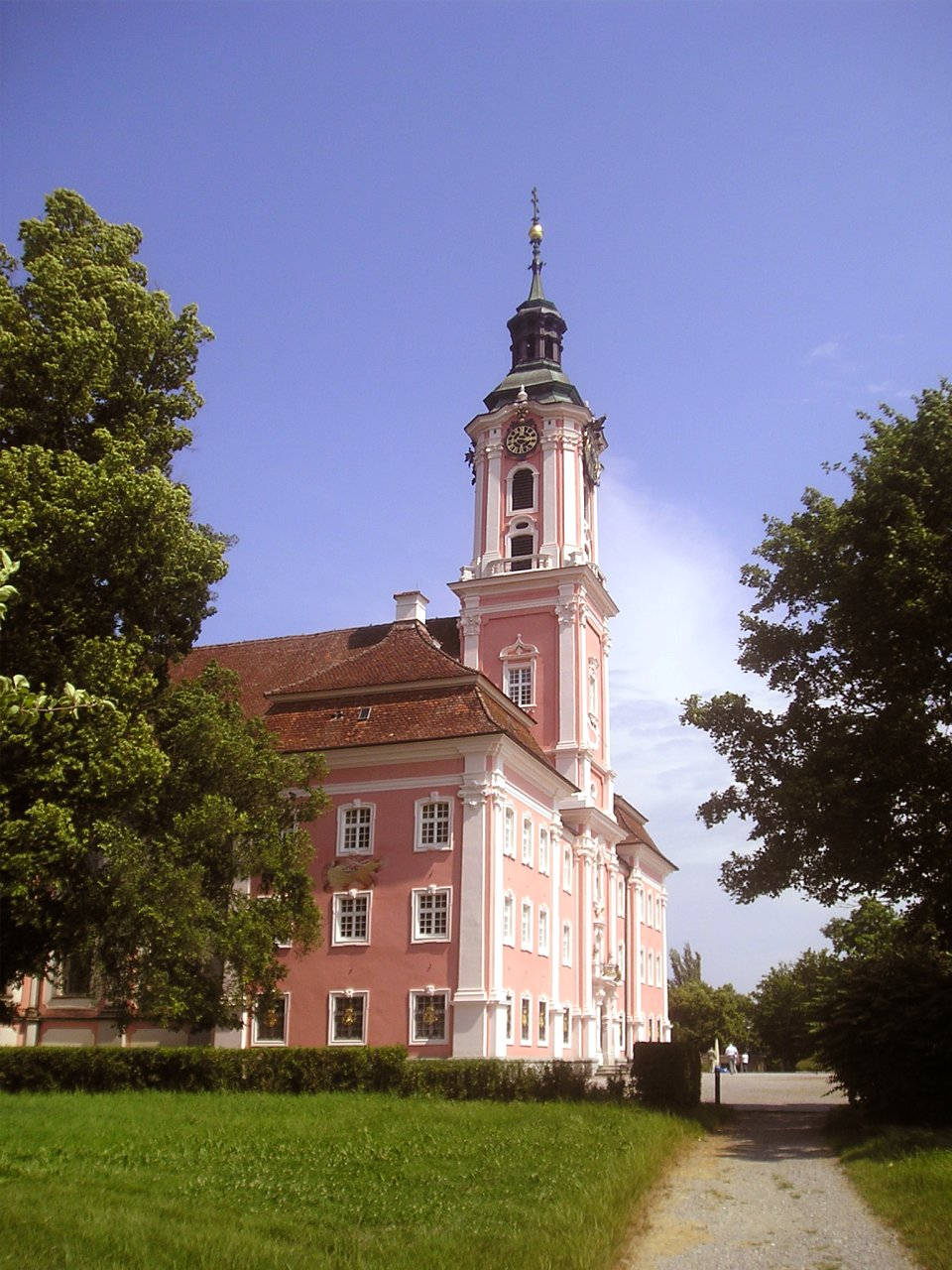
Nhà thờ Birnau gần Maurach.
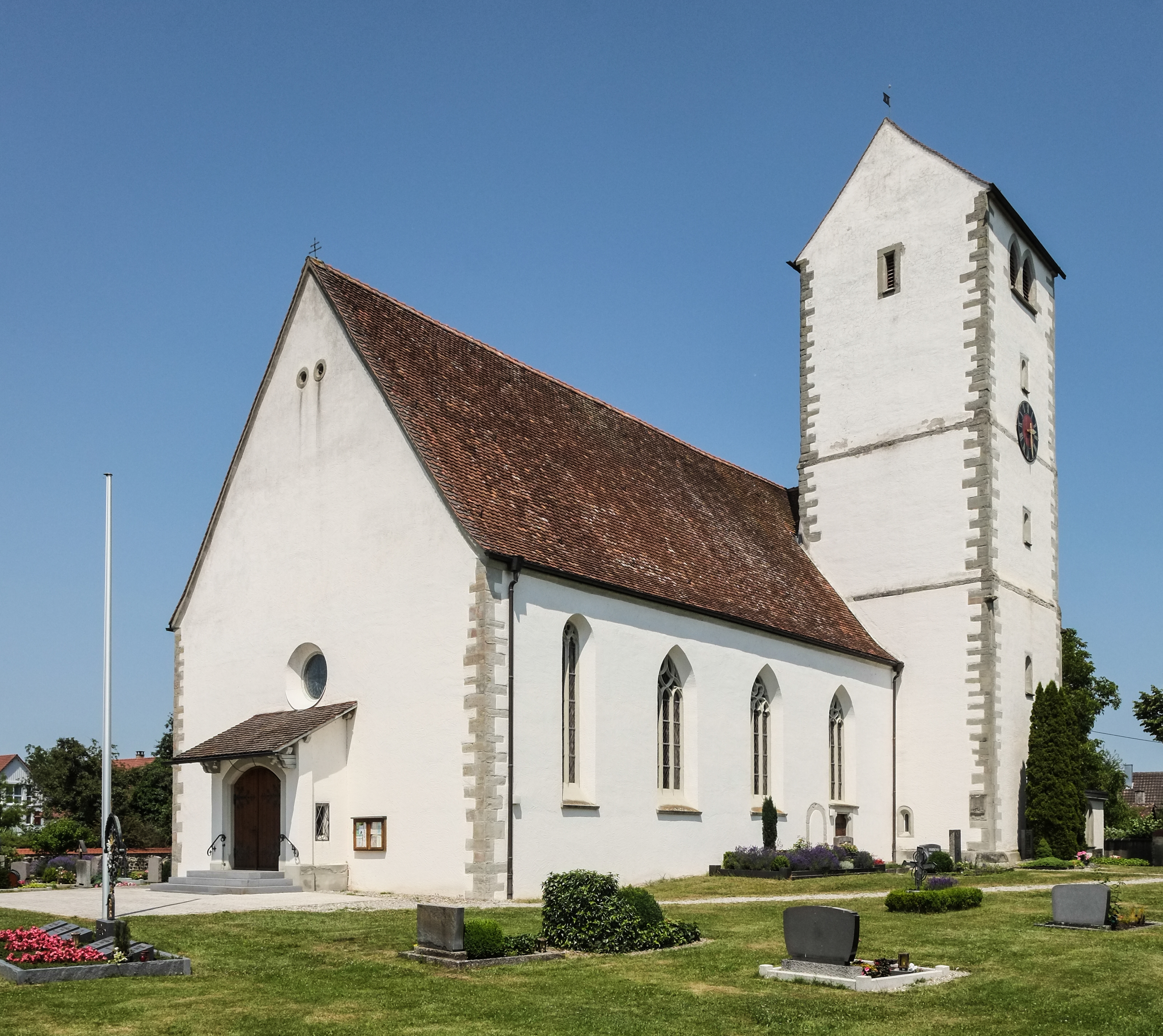
Nhà thờ Thánh Martin ở Seefelden.